# NOIN
NOIN（ノイン）は、化粧品のECプラットフォームサービスである。ノイン株式会社が運営している。

## 概要
- 2017年10月にスマートフォンアプリ「コスメを買うならNOIN」(iOS版)をリリース[1]。
- 資生堂をはじめとする大手化粧品ブランドとの連携を進め、2019年12月には同プラットフォームでの取り扱い商品が7,000SKUを突破、累計流通額は8億円[2]。
- 2020年10月には大丸松坂屋百貨店が運営するコスメセレクトショップ「Amuse Beauté」とのコラボレーションを開始し、NOINで購入できる商品は14,000SKU。（2020年10月時点）[3]
- 運営元のノイン株式会社ではマーケティングデータを活用した商品開発も行っており、美容師 田宮一誠氏が監修した自社開発ヘアオイル「Tioo」を販売[4]。
- ファミリーマートのコスメブランド「sopo（ソポ）」の企画生産を行い2020年11月に販売を開始[5]。